# برلمان دول البنلوكس
برلمان دول البنلوكس، رسمياً البنلوكس البرلماني مجلس الشورى، هي واحدة من المؤسسات التابعة لاتحاد البنلوكس الاقتصادي . تم تأسيس البرلمان باتفاق وقعته بلجيكا، هولندا ولوكسمبورغ في 5 نوفمبر 1955، مما يعني أنه كان بالفعل موجوداً لمدة ثلاث سنوات عندما تم التوقيع على اتحاد البنلوكس في 3 فبراير 1958. ويوفر البرلمان المشورة لحكومات دول البنلوكس بشأن التعاون الاقتصادي وعبر الحدود. وقد تشمل توصياته مسائل أخرى إذا اقتضت لذلك المصالح المشتركة أو الأحداث الجارية. كما يبلغ البرلمان الحكومات الثلاث بالآراء التي تتحرك في المجالس النيابية التي جاء منها أعضائها.